# Juan Larios
Juan Larios López (Tomares, 12 gennaio 2004) è un calciatore spagnolo, difensore del Southampton in prestito al Leonesa.

## Caratteristiche tecniche
È un terzino sinistro molto veloce e dinamico, dotato di un'ottima capacità di corsa e bravo nel possesso di palla.

## Carriera

### Club
Cresciuto nei settori giovanili di Siviglia, Barcellona e Manchester City, il 1º settembre 2022 viene acquistato dal Southampton, con cui firma un quinquennale. Esordisce tra i professionisti il 16 settembre, nella partita di Premier League persa per 1-0 contro l'Aston Villa, sostituendo all'intervallo Romain Perraud. Nella stagione 2023-2024, trascorsa in seconda divisione e conclusasi con un immediato ritorno in prima divisione dopo la retrocessione subita nell'annata precedente, Larios rimane aggregato principalmente alle giovanili dei Saints, con la cui prima squadra non disputa ulteriori partite ufficiali.
Il 4 luglio 2025 passa in prestito al Leonesa.

### Nazionale
Ha giocato nelle nazionali giovanili spagnole Under-15, Under-18 ed Under-19.

## Statistiche

### Presenze e reti nei club
Statistiche aggiornate all'8 novembre 2022.
| Stagione        | Squadra         | Campionato      | Campionato | Campionato | Coppe nazionali | Coppe nazionali | Coppe nazionali | Coppe continentali | Coppe continentali | Coppe continentali | Altre coppe | Altre coppe | Altre coppe | Totale | Totale | Totale |
| Stagione        | Squadra         | Comp            | Pres       | Reti       | Comp            | Pres            | Reti            | Comp               | Pres               | Reti               | Comp        | Pres        | Reti        | Pres   | Reti   |        |
| --------------- | --------------- | --------------- | ---------- | ---------- | --------------- | --------------- | --------------- | ------------------ | ------------------ | ------------------ | ----------- | ----------- | ----------- | ------ | ------ | ------ |
| 2022-2023       | Southampton     | PL              | 5          | 0          | FACup+CdL       | 0               | 0               | -                  | -                  | -                  | -           | -           | -           | 5      | 0      |        |
| Totale carriera | Totale carriera | Totale carriera | 5          | 0          |                 | 0               | 0               |                    | -                  | -                  |             | -           | -           | 5      | 0      |        |